# Вирили, Лука Антонио
Лука Антонио Вирили (итал. Luca Antonio Virili; 1569, Рим, Папская область — 4 июня 1634, там же) — итальянский куриальный кардинал. Секретарь мемориальных дат и магистр Папской Палаты с 9 февраля 1621 по 27 декабря 1624. Кардинал-священник с 19 ноября 1629, с титулом церкви Сан-Сальваторе-ин-Лауро с 17 декабря 1629 по 4 июня 1634.